# Sami Sanevuori
Sami Sanevuori (Raisio, 20 de fevereiro de 1986) é um futebolista finlandês.